# Seznam velvyslanců Palestiny v Česku
Tato stránka obsahuje seznam velvyslanců Palestiny v Česku.
| Jméno                                           | Kdy                              | Poznámky                                                                   |
| ----------------------------------------------- | -------------------------------- | -------------------------------------------------------------------------- |
| Samí Abdal Fattáh                               | 1. ledna 1993 – 21. březen 2006  | V letech 1988 až 1992 byl velvyslancem Palestiny v Československu.         |
| Mohamed Salaymeh (Mohamed Mahmud Said Salaymeh) | 21. březen 2006 – 11. října 2013 |                                                                            |
| Džamál al-Džamál                                | 11. října 2013 – 1. leden 2014   | Zemřel na následky zranění při výbuchu, které utrpěl ve svém bytě v Praze. |
| Chálid al-Atraš                                 | 30. září 2014 – ?                |                                                                            |
| Fuad Karim Saliba Kokaly                        | 13. květen 2025 – úřadující      |                                                                            |